# Mycetoporus longulus
Mycetoporus longulus är en skalbaggsart som beskrevs av Mannerheim 1830. Mycetoporus longulus ingår i släktet Mycetoporus, och familjen kortvingar. Arten är reproducerande i Sverige.